# Comuna Maiorșciîna, Hrebinka
Maiorșciîna (în ucraineană Майорщина) este o comună în raionul Hrebinka, regiunea Poltava, Ucraina, formată din satele Maiorșciîna (reședința) și Sliporid-Ivanivka.

## Demografie
Componența lingvistică a comunei Maiorșciîna
     Ucraineană (95,4%)
     Rusă (3,16%)
     Alte limbi (0,14%)
Conform recensământului din 2001, majoritatea populației comunei Maiorșciîna era vorbitoare de ucraineană (95,4%), existând în minoritate și vorbitori de rusă (3,16%) și armeană (1,31%).